# Tomasz Wojciechowski
Tomasz Wojciechowski, ps. Biedronka (ur. 26 czerwca 1979 w Jastrzębiu-Zdroju) – polski skoczek spadochronowy, instruktor spadochronowy, coach tunelowy, członek stowarzyszony Aeroklubu Gliwickiego.

## Działalność sportowa
Swój pierwszy skok wykonał w 1997 z samolotu An-2, uczestnicząc w Kursie Działań Specjalnych TRAWERS, który był organizowany w Jeżowie Sudeckim, na Górze Szybowcowej przez Harcerskie Koło Lotnicze. Jednym z elementów całego szkolenia był kurs spadochronowy. Następnie kontynuował szkolenie w sekcji spadochronowej Aeroklubu Gliwickiego pod okiem instruktorów Jana Isielenisa i Marcina Wilka. Został członkiem Klubu Tysięczników Aeroklubu Gliwickiego, skupiającego skoczków mających na swoim koncie ponad 1000 skoków. Swój 1000 skok wykonał 15 października 2011 skacząc z wysokości 4000 m z samolotu Cessna 208 Caravan SP-CON na lądowisku Poznań-Bednary. Instruktor spadochronowy INS(SL), INS(AFF) oraz USPA (United States Parachute Association): AFF-I, SL-I, IAD-I, COACH, Coach tunelowy. Wielokrotny organizator imprez płaskich formacji wieloosobowych. Rekordzista Polski Bigway–70 z 2012 oraz uczestnik dwóch Rekordów Polski z 2015 Bigway–100 i rekordu sekwencyjnego. Od 2008 organizator wyjazdów na tunele aerodynamiczne w Polsce, Niemczech, Czechach i na Słowacji, gdzie szkoli jako TUNEL COACH. Spędził w tunelu ponad 500 godzin. Do 2013, instruktor spadochronowy w Omega Szkoła Spadochronowa w Rudnikach i od 2014 Strefa Silesia w Gliwicach.
Uczestnik Rekordów Polski: RW-70 z 2012, Head Down w formacji 13-way z 2015, Bigway RW-100 z 2015, sekwencyjnego rekordu Polski w wieloosobowej formacji spadochronowej 30 way w roku 2017, na strefie spadochronowej Sky Force i z Teamem Balance, Wicemistrz Polski w I Tunelowych Mistrzostwach VFS4 z 2014.
Na swoim koncie ma 4900+ wykonanych skoków ze spadochronem.
Życie prywatne:
Ukończył Technikum Mechaniczne w Jastrzębiu-Zdroju.

### Osiągnięcia sportowe
Osiągnięcia sportowe w spadochroniarstwie Tomasza Wojciechowskiego podano za: Jan Isielenis, Archiwum Sekcji Spadochronowej Aeroklubu Gliwickiego, s. 1.
- 2009 – 30 maja Spadochronowe Mistrzostwa Śląska 2009 – Gliwice. Klasyfikacja indywidualna (celność lądowania – spadochrony szybkie): III miejsce – Tomasz Wojciechowski.
- 2011 – 28–29 maja Spadochronowe Mistrzostwa Śląska 2011 – Gliwice. Klasyfikacja indywidualna (celność lądowania – spadochrony szybkie): V miejsce – Tomasz Wojciechowski.
- 2011 – 1 października w miejscowości Prostějov (Czechy) skoczkowie spadochronowi z Aeroklubu Gliwickiego ustanowili klubowy rekord w tworzeniu formacji wieloosobowych. Rekord, to formacja zbudowana z 16. skoczków w składzie: Mariusz Bieniek, Zbigniew Izbicki, Krzysztof Szawerna, Bartłomiej Ryś, Michał Marek, Jan Isielenis, Tomasz Laskowski, Joachim Hatko, Tomasz Wojciechowski, Szymon Szpitalny, Mirosław Zakrzewski, Dominik Grajner, Tomasz Kurczyna, Danuta Polewska, Piotr Dudziak, Łukasz Geilke[8].
- 2012 – 2 czerwca Spadochronowe Mistrzostwa Śląska 2012 – Gliwice. Klasyfikacja indywidualna (celność lądowania – spadochrony szybkie): XI miejsce – Tomasz Wojciechowski.
- 2012 – 26–28 września ustanowiono Rekord Polski RW-70 – Klatovy (Czechy). Tomasz Wojciechowski uczestniczył w tworzeniu rekordowej formacji[5]. Skoki były wykonywane z wysokości 4500 metrów, z trzech samolotów Short SC.7 Skyvan[9].
- 2014 – 14 grudnia I Tunelowe Mistrzostwa Polski (FLYSPORT OPEN INDOOR CHAMPIONSHIP 2014 VERTICAL FORMATION SKYDIVING – OPEN – Ożarów Mazowiecki. Kategoria „Open”: III miejsce – „Balance”: Tomasz Wojciechowski, Dominik Grajner, Przemysław Zdziech i Michael Wilmowski (10, 11, 6, 11, 15, 9, 10, 5 suma pkt 77). Kategoria VFS4: II miejsce i wicemistrzostwo Polski – „Balance”: Tomasz Wojciechowski, Dominik Grajner, Przemysław Zdziech i Michael Wilmowski.
- 2015 – 13 sierpnia ustanowiono Rekord Polski RW-100 – Klatovy (Czechy). Tomasz Wojciechowski jako kapitan sektora IV[10], uczestniczył tworzeniu rekordowej formacji[6]. Polacy utworzyli 100-osobową formację w dyscyplinie BIG-WAY (tworzenie wielkich formacji powietrznych). Polska dołączyła jako ósme państwo na świecie do „Klubu 100-WAY”[11][12][13].
- 2015 – 25 września ustanowiono Rekord Polski Head Down – Piotrków Trybunalski. Udział w tworzeniu rekordowej formacji 13-way plus 2 kamery, brał udział m.in. Tomasz Wojciechowski. Skład formacji: Marcin Sen, Jozef Nocka, Jarosław Banasiewicz, Beata Masłowska, Yeti Maciej Michalak, Marek Nowakowski, Marco Marcopolo, Grzegorz Kowalik, Radosław Kuczyński, Dominik Grajner, Tomasz Wojciechowski, Grzegorz Szusta, Rafał Popławski, Przemysław Zdziech (kamera), Łukasz Hahn (kamera), pilot Piotr Jafernik. Rekord został pobity w 5. skoku...[14].
- 2015 – 23–24 października Speed Star - Soutěž ve formaci „HVĚZDA” – Prostějov (Czechy). Klasyfikacja zespołowa: I miejsce – „Szybkie Szakale”: Mariusz Bieniek, Krzysztof Szawerna, Joachim Hatko, Dominik Grajner, Szymon Szpitalny, Tomasz Wojciechowski i Tymoteusz Tabor (kamera)[15].
- 2016 – 4 października III Tunelowe Mistrzostwa Polski (FLYSPORT OPEN INDOOR CHAMPIONSHIP 2016 VERTICAL FORMATION SKYDIVING – Mirosławice. Kategoria VFS4: IV miejsce – „Balance”: Tomasz Wojciechowski, Dominik Grajner, Przemysław Zdziech i Grzegorz Ciesielski (średnia punktów 13,0).
- 2017 – 1–4 marca XXI Puchar Polski Para-Ski i Wielobój spadochronowy Związku Polskich Spadochroniarzy – Bielsko-Biała/Szczyrk. Klasyfikacja indywidualna (celność lądowania): I miejsce – Tomasz Wojciechowski (Balance). Klasyfikacja indywidualna (narciarstwo): IV miejsce – Tomasz Wojciechowski. Klasyfikacja indywidualna (pływanie): XIV miejsce – Tomasz Wojciechowski. Klasyfikacja indywidualna (strzelanie): XI miejsce – Tomasz Wojciechowski. Klasyfikacja indywidualna wielobój „spadochrony szybkie”: V miejsce – Tomasz Wojciechowski. Klasyfikacja indywidualna Para-Ski „spadochrony szybkie”: II miejsce – Tomasz Wojciechowski[16].
- 2017 – 30 kwietnia–1 maja 10-Way Speed Star, Klatovy 2017. Klasyfikacja zespołowa: X miejsce – „Szybkie Szakale”: Mariusz Bieniek, Krzysztof Szawerna, Joachim Hatko, Bartłomiej Ryś, Dominik Grajner, Leszek Tomanek, Tomasz Wojciechowski, Robert Krawczak, Szymon Szpitalny. Ponadto: Tomasz Burza i Bartosz Dyjeciński[17].
- 2017 – 13 września ustanowiono spadochronowy Sekwencyjny Rekord Polski 30 way, z wysokości 3950 m, na strefie spadochronowej Sky Force Piotrków Trybunalski, przy współpracy z Flyspot oraz strefami spadochronowymi Silesia i Baltic. Dwa punkty zostały zrobione w trzecim skoku. Udział w tworzeniu rekordowej formacji brał udział Tomasz Wojciechowski[7].
- 2017 – 30 września II Zawody Speed–Star – Zawody spadochronowe Antek – Gliwicka Gwiazda 2017 – Gliwice. Klasyfikacja zespołowa: III miejsce – „Silesia Dream Team” – Gliwice: Maciej Król, Tomasz Wojciechowski, Marcin Wilk, Robert Sitarz, Krzysztof Wilk i Dariusz Malinowski (kamera).
- 2018 – 20–22 września V Tunelowe Mistrzostwa Polski (FLYSPORT OPEN INDOOR CHAMPIONSHIP 2018 VERTICAL FORMATION SKYDIVING – OPEN – Katowice. Kategoria „Rookie”: I miejsce – Tomasz Wojciechowski, Emanuela Paczulla, Bartłomiej Ryś, Krzysztof Szawerna[18].
- 2019 – 28 września Międzynarodowe Zawody Speed-Star – Prostejov (Czechy). Klasyfikacja zespołowa: I miejsce – „Szybkie Szakale”: Tomasz Wojciechowski, Mariusz Bieniek, Bartłomiej Ryś, Joachim Hatko, Dominik Grajner, Szymon Szpitalny i Wojciech Kielar (kamera)[19][20].
- 2020 – 3 października Międzynarodowe Zawody Speed-Star – Prostejov (Czechy). Klasyfikacja zespołowa: I miejsce – „Szybkie Szakale”: Tomasz Wojciechowski, Dominik Grajner, Mariusz Bieniek, Bartłomiej Ryś, Joachim Hatko, Szymon Szpitalny i Wojciech Kielar (kamera)[21][22][23][24].

## Galeria

Tomasz Wojciechowski „Biedronka”
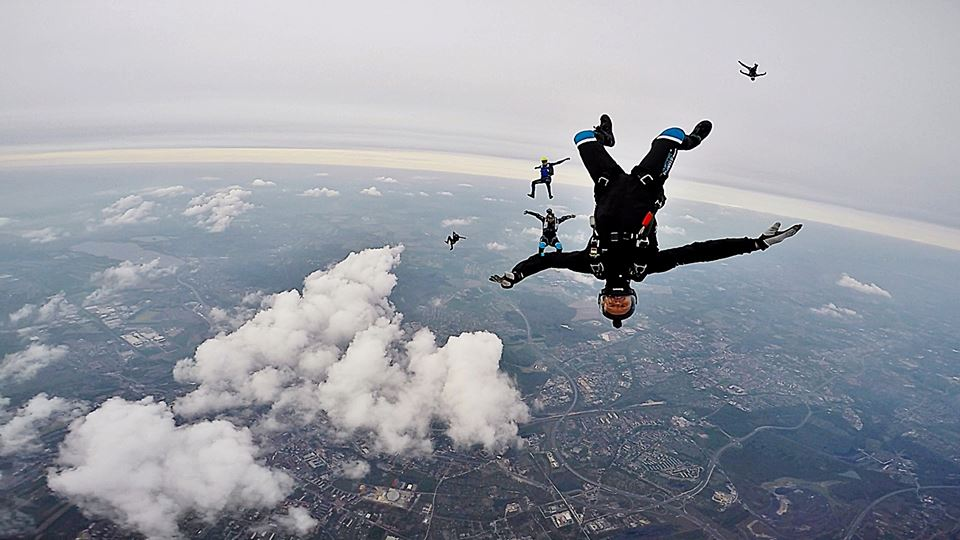
Tomasz Wojciechowski – Freeflying Headdown, Sterfa Silesia (maj 2016)
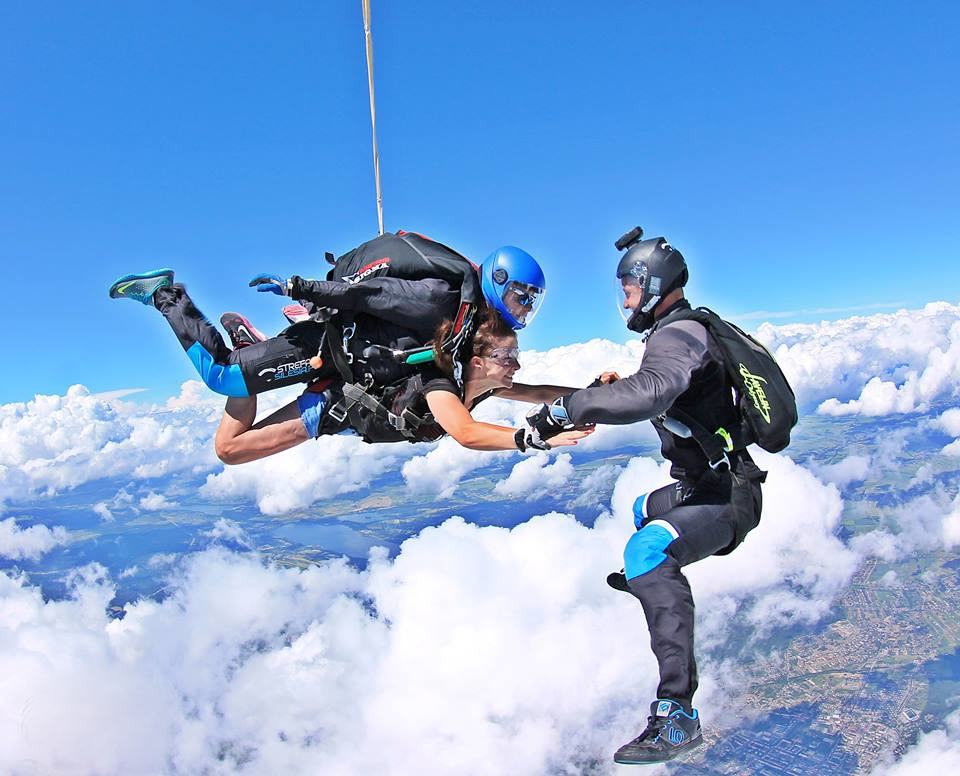
Tomasz Wojciechowski i tandem-pilot Marcin Stencel z pasażerem, Strefa Silesia (czerwiec 2016)
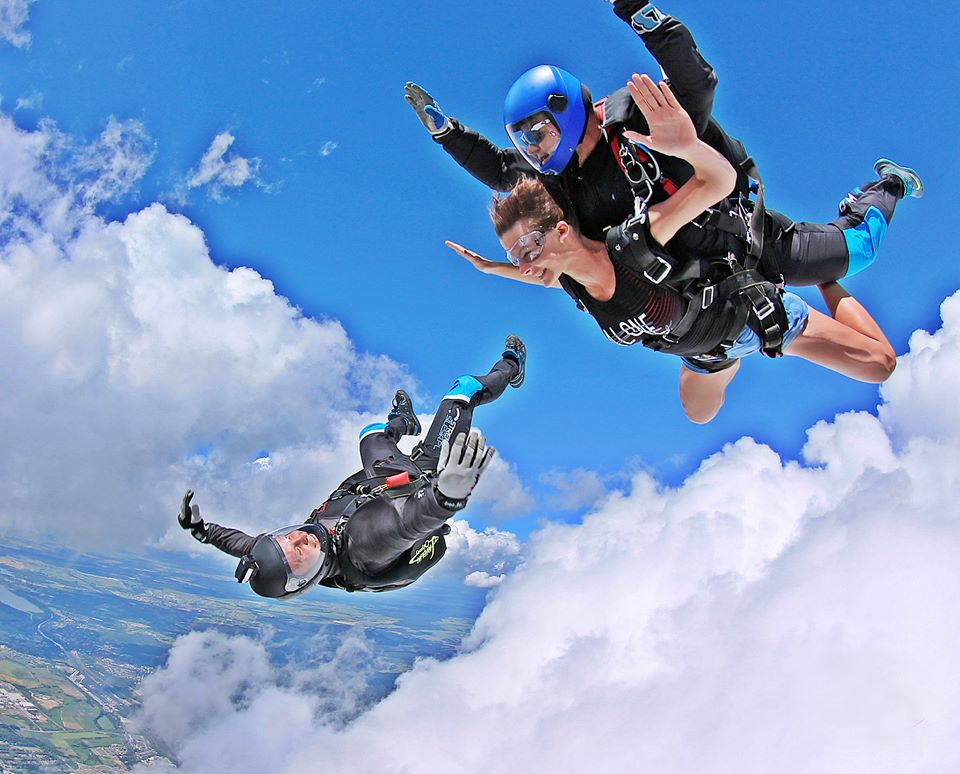
Tomasz Wojciechowski i tandem-pilot Marcin Stencel z pasażerem, Strefa Silesia (czerwiec 2016)
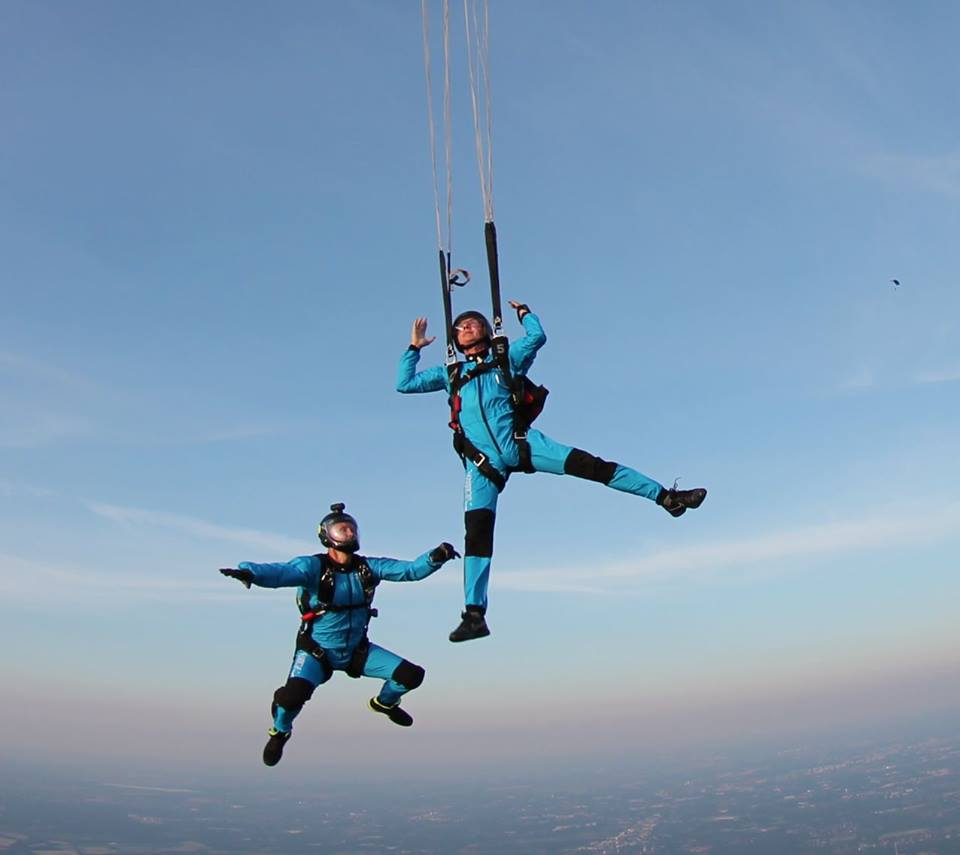
Instruktor AFF Tomasz Wojciechowski z uczniem-skoczkiem, Strefa Silesia (2016)